# Данзас, Карл Карлович
Карл Карлович Данзас (1806—1885) — Харьковский вице-губернатор, Тамбовский гражданский губернатор, тайный советник. Дед Ю. Н. Данзас.

## Биография
Сын Карла Ивановича Данзаса родился в 1806 году. Был записан в службу 19 июня 1819 года.
Окончил Морской кадетский корпус, военный инженер-артиллерист. Служил в лейб-гвардии Саперном батальоне (12.01.1827 — 31.12.1839); участвовал в кампаниях против турок и поляков. Подпоручик гвардии (с 6.12.1828), поручик гвардии (с 17.10.1829), штабс-капитан гвардии (с 6.12.1831), капитан гвардии «на вакансию» (01.01.1836). Уволен от службы 31 декабря 1839 года. был награждён многими орденами, в том числе орденом Св. Георгия и Золотым оружием.
С 1842 года состоял на гражданской службе. В течение длительного периода (1842—1854) был Харьковским вице-губернатором. С 28 апреля 1854 года исполнял должность Тамбовского губернатора; утверждён в должности 17 апреля 1855 года. На посту губернатора принял деятельное участие в формировании тамбовского ополчения во время Крымской войны, подготовке и проведении крестьянской реформы 1861 года, пресечении крестьянских выступлений в начале 1860-х годов. Он содействовал строительству железнодорожной линии Козлов - Саратов, телеграфных линий, связывавших Козлов с Воронежем, Ельцом, Липецком, Тулой. Активно боролся с сектантством.
Был произведён в действительный статские советники 11 ноября 1852 года.
В 1859 году приписан к тамбовскому дворянству; почётный гражданин Козлова. В 1866—1870 годах служил в Министерстве внутренних дел. С 1870 года в отставке.
Умер в Риге в 1885 году.

## Награды
- орден Св. Анны 3-й ст. с бантом и мечами (1829)
- орден Св. Владимира 4-й ст. с бантом и мечами (1830)
- золотая полусабля «За храбрость» (1833)
- орден Св. Станислава 1-й степени (1855)
- орден Св. Анны 1-й ст. с императорской короной и мечами (1861)

## Семья
Жена (с 24 апреля 1838 года) — Юлия Васильевна Зарудная (1821—1873), дочь титулярного советника. Их дети: две дочери — Юлия (1839—1905) и София (1841—1873); сын — Николай (1843—06.01.1888), погиб вследствие психического расстройства, выстрелив себе в живот, похоронен на кладбище Сергиевой Приморской пустыни.